# 関ヶ原商事人妻部
『関ヶ原商事人妻部』は、えむあによる日本の成人向け漫画。

## あらすじ
関ヶ原商事などで起こる数々の陰謀を女子社員たちが解決する。

## 登場人物
早川小夜歌
人妻部。元は外食大手ハヤカワホールディングの社長令嬢。アメリカの大学在学中に結婚した。忠実で自己犠牲のある女性。夫の不始末を理由に人妻部に転属となり、会社の性奴隷となる。物腰は柔らかいが性には奔放で同性の春絵ともレズプレイをしたりする。
早川銀吾
小夜歌の夫。不真面目で遊ぶことに精一杯といわれる甲斐性なし。出向中の提携会社で資金を流用した不祥事を起こして兄同様、失踪した。
三ツ矢輝彦
三ツ矢開発の社長。今までに三度の離婚を繰り返している。
生駒
男性社員。春絵が会社で奉仕するようになって、初めて春絵の胸を吸った人物、そのことから春絵と親交が特に深く、春絵の母乳がどのような状態なのかをわかり、春絵の感じやすい部分もよく知っている。春絵からも気に入られているところがあり、授乳だけではなくエッチもするようになった。
木下春絵
人妻部。元々は九州の支社の契約社員だった。銀吾の兄嫁。小夜歌の義姉になる。巨乳であり、主な仕事で自分の胸を会社の男性社員たちに吸わせている。産後ということもあり母乳が出る体質。子供はまだ一歳にも満たない。赤ん坊を義母に取り上げらたうえで会社に復帰させられたが母乳を持て余して処理していたところを見つかり、沢山の社員に吸われることとなった。小夜歌同様、物腰は柔らかいが性には奔放で小夜歌ともレズに興じるようになる。様々な陰謀を解決するうちに木下一族として申し分ないという理由から代表取締役に大出世する。
木下藤夫
関ヶ原商事の会長であり、創始者。子供はいない。
淀川菊子
人妻部のリーダー的存在だが経歴は謎に包まれている。出自はとある工場の一人娘。人妻だが、この事実は舎弟とも呼べる大野にも話していなかった。実は書類上だが木下会長の妻。
増下盛雄
環境エネルギー部の部長。春絵にはかなり奉仕してもらったが木下一族と知ると一気に遜った。そして春絵が自分に母性的な面差しを未だにしてくれたことに安らぎ春絵とエッチをする。
細川
部長。徳河の派閥に所属している。
樋口直緒
細川の個人秘書のような存在だが実はスパイ。本名は永尾直緒。自分が出世できれば、どの派閥が勝っても構わないと考えている。ただし、これは過労で倒れてしまった夫に対する愛情であり、実際は愛情深い人物。仕事の為なら、どんな苦労も受け入れる覚悟を持っている。
浮田
関西支店長。
堀尾涼子
経理部金融事務管理課主任。既婚者で息子がいる。
大野
契約社員。涼子と肉体関係を持っている。実はスパイで菊子の年の離れた幼馴染でもある。菊子には性教育を施されるなど頭が上がらない。この影響から年上好き
木下金次郎
アフリカ統括本部長。春絵の夫。木下藤夫の姉の子。第5話の時点で半年前に失踪した。
徳河昌輝
関ヶ原商事常務取締役。
前田寿明
専務。会長派の筆頭。
黒田由孝
資源関連で卓越した分析力、交渉術を駆使し、数々の市場を開拓してきた辣腕、40歳にして役員入りも秒読みと言われている。現在は中南米支部副部長。
竹内凛音
繊維事業部2課主任。黒田の妻。勤務中にレズをする淫らな性分で菊子ともエッチをしたがる。様々な人脈から不自由がなく精神的な意味で失う物が何もない状態。
真帆
女性社員。新婚。凛音のレズ相手でもある。

## 書籍情報
- えむあ『関ヶ原商事人妻部』株式会社エンジェル出版、全1巻。